# Norrköpings Ungdomsbasketförening
Norrköpings Ungdomsbasketförening, NUBF var en basketklubb för ungdomar i Norrköping. Föreningen arrangerade Norrköping Basket Cup, en internationell ungdomsturnering som startade 1984 och hade cirka 150 deltagande lag när den var som störst
Norrköpings Ungdomsbasketförening grundades år 1979 med en person vid namn Ingemar Mild i spetsen som fick i uppdrag att bilda en skolbasketkommitté. Efter grundaren Ingemars bortgång så har föreningen, sedan 2009 blivit nedlagd och verksamheten övergått till Norrköping Dolphins Ungdom.
Grunden i föreningens verksamhet var skolbasketen (Guld och Silvercupen) för lag i åk. 3 - 6. Där deltog cirka 500 ungdomar i tävlings- och träningsverksamhet årligen. Förutom detta så hade föreningen åldersgruppslag som kallades utvecklingslag, dessa lag erövrade flera USM-guld, det senaste kom (2007) med pojkar födda 1991 sammanlagt har föreningen erövrat fem USM-Guld på damsidan och sex på herrsidan. Till det kan läggas flera Silver och Brons.
Ungdomsläger genomfördes varje år, de flesta vid KFUM Gården vid Stora Rengen (Rengen Mini Basket Camp), samt på senare år efter säsongens slut eller säsongsuppstart på Bråvalla. 